# Conium
Conium L., 1753, è un genere di piante della famiglia delle Apiacee.  Comprende specie velenose, erbacee a ciclo vitale perenne distribuite nell'emisfero settentrionale.

## Tassonomia
Il genere comprende le seguenti specie:
- Conium chaerophylloides (Thunb.) Eckl. & Zeyh.
- Conium divaricatum Boiss. & Orph.
- Conium fontanum Hilliard & B.L.Burtt
- Conium hilliburttorum Magee & V.R.Clark
- Conium maculatum L. - cicuta maggiore
- Conium sphaerocarpum Hilliard & B.L.Burtt